# Mesoleius subcoriaceus
Mesoleius subcoriaceus là một loài tò vò trong họ Ichneumonidae.